# (6) Геба
(6) Ге́ба (лат. Hebe) — один из самых больших астероидов главного кольца, и, возможно, источник H-хондритных метеоритов, которые составляют 40 % всех метеоритов, сталкивающихся с Землёй.

## Открытие
Геба была шестым открытым астероидом. Её открыл Карл Людвиг Хенке 1 июля 1847 года. Это был второй и последний открытый им астероид, первым была (5) Астрея. Имя «Геба» было предложено Карлом Фридрихом Гауссом, и восходит к греческой мифологии. Геба, богиня юности, служила виночерпием богов Олимпа, пока не вышла замуж за Геракла, после чего виночерпием стал троянский принц Ганимед.

## Орбита

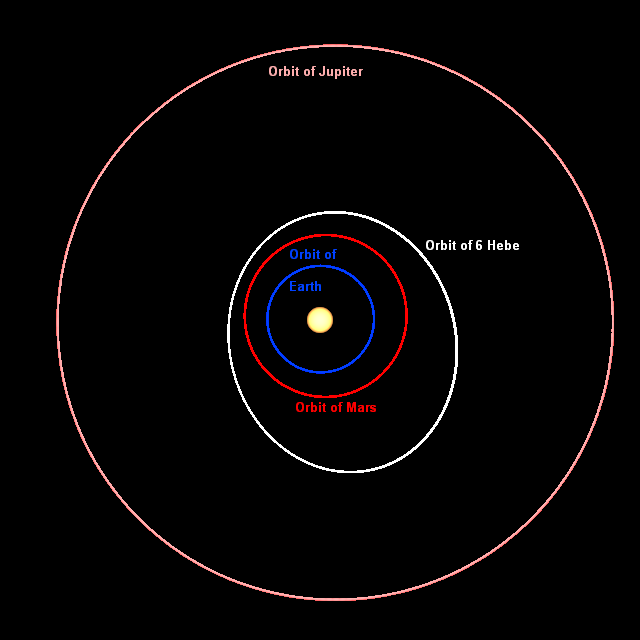
Орбита (6) Геба в сравнении с орбитами Земли, Марса и Юпитера